# Hetsrôn
Hetsrôn est un fils de Ruben fils de Jacob et de Léa. Ses descendants s'appellent les Hetsronites.

## Hetsrôn et ses frères
Hetsrôn a pour frères Hanok, Pallou et Karmi,,,.

## Hetsrôn en Égypte
Hetsrôn part avec son père Ruben et son grand-père Jacob pour s'installer en Ègypte au pays de Goshen dans le delta du Nil.
La famille des Hetsronites dont l'ancêtre est Hetsrôn sort du pays d'Égypte avec Moïse.